# Centrum extrémní žurnalistiky
Centrum extrémní žurnalistiky (rusky: Центр экстремальной журналистики) byla skupina na podporu tisku v Rusku. Centrum bylo založeno v roce 2000 jako součást Ruského svazu novinářů, fungovalo jako hlavní "hlídací pes" všech médií v zemi a vydávalo řadu publikací, včetně týdenního bulletinu mediálních zpráv a komentářů Nebezpečná profese.
Ředitel centra Oleg Panfilov varoval před návrhem na vyzbrojení novinářů v Rusku po vraždě reportérky listu Novaja Gazeta Anastasie Baburové a lidskoprávního aktivisty Stanislava Markelova v lednu 2009.
Mezi lety 2010 a 2011 propukl konflikt Centra s Ruským svazem novinářů, který vyústil v několik výměn vedení a propuštění většiny zaměstnanců (zbylo jich 6). V důsledku těchto změn organizaci Ruská mezinárodní banka zmrazila účty. Na začátku roku 2012 byla proto činnost Centra zastavena. Údajně se jednalo o konflikt kvůli zveřejňování dokumentálních filmů o Anastasii Baburové, Chodorkovském atp.

## Cíle organizace
Mezi cíle této organizace patřilo:
- monitorování porušování práv novinářů a zásahů do masmédií na území Ruska a Společenstva nezávislých států
- zkoumání závažných porušení práv novinářů, jako: násilné útoky, vyhrožování, vraždy nebo pokusy o ně a zřizování týmů pro jejich vyšetřování
- zkoumání postavení a pracovních podmínek novinářů na území samozvaných států: Abcházie, Čečensko, Podněstří a Republika Arcach
- poskytování právní pomoci novinářům
- výzkum a poradenství v oblasti tvorby mediálních zákonů na území Společenstva nezávislých států
- pořádání seminářů a vzdělávacích akcí pro novináře pracující v extrémních podmínkách